# Uncle Tom's Bungalow
Uncle Tom's Bungalow è un film del 1937 diretto da Tex Avery. È un cortometraggio d'animazione della serie Merrie Melodies, prodotto dalla Leon Schlesinger Productions e uscito negli Stati Uniti il 5 giugno 1937, distribuito dalla Warner Bros.
Si tratta di una parodia del romanzo del 1852 La capanna dello zio Tom e del genere "melodramma da piantagione" in voga negli anni trenta. Il corto include gag stereotipate e situazioni che riguardano gli afroamericani, raffigurati in modo caricaturale. Pertanto, questa pellicola e altri cartoni della Warner Bros. con dei temi simili sono stati rimossi dalla distribuzione televisiva dal 1968, e sono noti col nome collettivo di "undici censurati" (Censored Eleven).

## Trama
Simon Simon Legree (pronunciato "Seemoan Seemoan"), avido mercante di schiavi, vende a rate Uncle Tom a Little Eva (una bambina bianca) e Topsy (una bambina nera). In inverno, Legree scopre che le due ragazze sono in ritardo di tre rate con i pagamenti e si organizza al fine di riprendersi Tom se non avrà i suoi soldi. Le ragazze nascondono zio Tom prima dell'arrivo di Legree mentre Eliza, una donna afroamericana, li aiuta a scappare via e ne deriva un inseguimento. Alla fine Legree e i suoi cani mettono all'angolo Eliza, Topsy ed Eva, quando ecco arrivare lo zio Tom in macchina, chiaramente molto più ricco di prima. Lo zio Tom paga a Legree i soldi che gli sono dovuti e se ne va. Il narratore sospetta che lo zio Tom abbia incassato la sua previdenza sociale, ma viene presto rivelato che ha guadagnato la sua ritrovata fortuna giocando d'azzardo barando con dei dadi truccati.

## Polemiche
Le raffigurazioni razzialmente stereotipate degli afroamericani in Uncle Tom's Bungalow e negli altri "undici censurati" portarono alla loro soppressione dalle reti televisive. Nel 1968, la United Artists, che allora aveva i diritti dei cartoni della Warner Bros. precedenti all'agosto del 1948, bandì ufficialmente quei cartoni dalla circolazione, e da allora non sono mai stati rilasciati ufficialmente per la visione domestica, neanche quando i diritti ritornarono alla Warner. Tuttavia, il 24 aprile 2010 fu nuovamente riproposto in pubblico, insieme ad altri come parte della rassegna "The Censored Eleven" svoltasi al TCM Film Festival di Hollywood, presentata da Donald Bogle.